# Delphinium pachycentrum
Delphinium pachycentrum là một loài thực vật có hoa trong họ Mao lương. Loài này được Hemsl. mô tả khoa học đầu tiên năm 1892.